# 中田宗男
中田 宗男（なかた むねお、1957年1月8日 - ）は、大阪府和泉市出身の元プロ野球選手（投手）。引退後は中日ドラゴンズ編成部アマスカウトアドバイザーなどを務めた。

## 来歴
上宮高では田中秀昌と同期。卒業後は日本体育大学に進学。首都大学野球リーグでは1975年秋季リーグで優勝を経験するが、その後は東海大に抑えられ優勝には届かなかった。リーグ通算44試合登板し24勝10敗、防御率1.80、185奪三振。2年生の時に春季8勝、秋季7勝を挙げて2季連続ベストナインを受賞している。
1978年オフに、ドラフト外にて中日ドラゴンズに入団。しかし、公式戦登板は5シーズンでわずか7試合と期待に応えることができなかった。1983年オフに現役を引退。
翌1984年から中日スカウトとして関西地区担当などを歴任し、立浪和義、今中慎二、種田仁、福留孝介、岡田俊哉、高橋周平などの入団に貢献している。2003年からはスカウト部門トップの編成部長に就任。2013年4月からは編成担当補佐も兼務したが、同年10月からは再びスカウト部長に専任している。
2017年12月28日、2018年1月1日付で行われる組織改編が発表され、編成部とスカウト部が統合されることとなり、これに伴いアマチュア部門を統括するアマスカウトディレクターとなることが発表された。
また、プロ12球団のアマスカウトで構成される親睦団体「スカウト会」の会長も務めた。
2022年1月にドラゴンズを退団。2023年現在は、中日スポーツ紙上でスカウト時代を振り返るコラム「中田宗男のスカウト虚々実々」を連載している。

## 詳細情報

### 年度別投手成績
| 年 度     | 球 団     | 登 板 | 先 発 | 完 投 | 完 封 | 無 四 球 | 勝 利 | 敗 戦 | セ 丨 ブ | ホ 丨 ル ド | 勝 率 | 打 者 | 投 球 回 | 被 安 打 | 被 本 塁 打 | 与 四 球 | 敬 遠 | 与 死 球 | 奪 三 振 | 暴 投 | ボ 丨 ク | 失 点 | 自 責 点 | 防 御 率 | W H I P |
| --------- | --------- | ----- | ----- | ----- | ----- | -------- | ----- | ----- | -------- | ----------- | ----- | ----- | -------- | -------- | ----------- | -------- | ----- | -------- | -------- | ----- | -------- | ----- | -------- | -------- | ------- |
| 1979      | 中日      | 1     | 0     | 0     | 0     | 0        | 0     | 0     | 0        | --          | ----  | 7     | 2.0      | 1        | 0           | 0        | 0     | 0        | 2        | 0     | 0        | 0     | 0        | 0.00     | 0.50    |
| 1980      | 中日      | 3     | 0     | 0     | 0     | 0        | 0     | 0     | 0        | --          | ----  | 11    | 2.1      | 4        | 2           | 1        | 0     | 0        | 1        | 0     | 0        | 3     | 3        | 13.50    | 2.14    |
| 1982      | 中日      | 3     | 0     | 0     | 0     | 0        | 1     | 0     | 0        | --          | 1.000 | 11    | 1.2      | 4        | 0           | 2        | 1     | 0        | 0        | 0     | 0        | 3     | 3        | 13.50    | 3.60    |
| 通算：3年 | 通算：3年 | 7     | 0     | 0     | 0     | 0        | 1     | 0     | 0        | --          | 1.000 | 29    | 6.0      | 9        | 2           | 3        | 1     | 0        | 3        | 0     | 0        | 6     | 6        | 9.00     | 2.00    |

### 記録
- 初登板：1979年10月21日、対阪神タイガース26回戦（阪神甲子園球場）、8回裏から2番手で救援登板、2回無失点
- 初勝利：1982年8月15日、対広島東洋カープ21回戦（ナゴヤ球場）、8回表から4番手で救援登板、1回無失点

### 背番号
- 33 （1979年 - 1983年）

## 著書
- 星野と落合のドラフト戦略（2023年10月5日、カンゼン）ISBN 978-4862556998